# Nazionale femminile di pallamano della Turchia
La nazionale femminile di pallamano della Turchia rappresenta la Turchia nelle competizioni internazionali e la sua attività è gestita dalla locale federazione (THF). Nella sua storia il risultato di maggior prestigio è il 20º posto nella fase finale del campionato europeo nel 2024.

## Storia

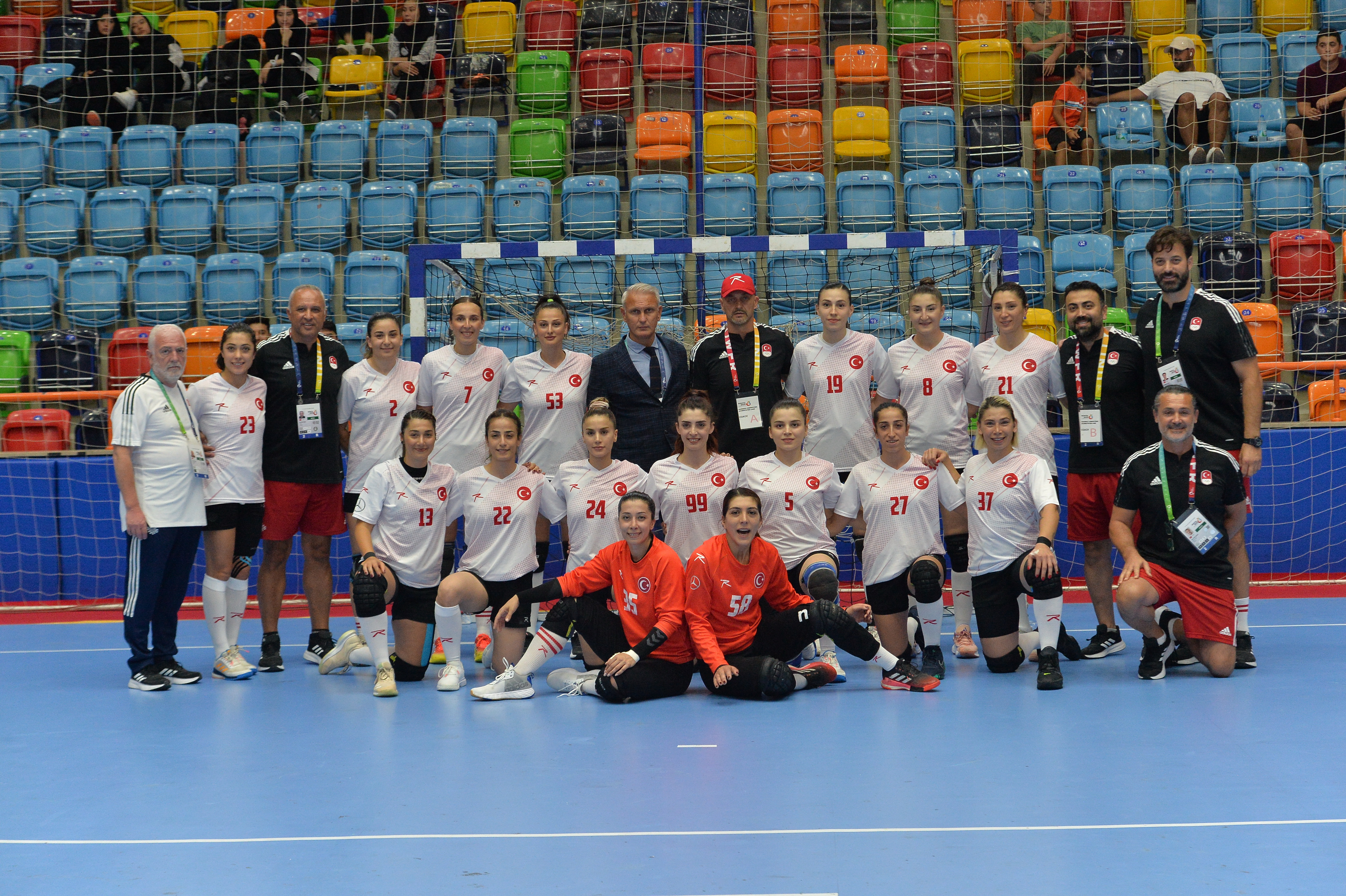
La formazione turca vincitrice dei Giochi della solidarietà islamica 2021.

La rappresentativa femminile della Turchia è attiva nelle competizioni internazionali dagli anni 1990, quando iniziò a partecipare alle  qualificazioni al campionato mondiale e al campionato europeo. Nel 1997 prese parte per la prima volta al torneo di pallamano ai XIII Giochi del Mediterraneo. Nel 2009 ottenne il suo miglior risultato ai Giochi del Mediterraneo, conquistando la medaglia d'argento dopo aver perso la finale del torneo contro la Francia. Nel 2017 ha partecipato per la prima volta al torneo femminile di pallamano ai Giochi della solidarietà islamica, vincendo la medaglia d'argento dopo aver perso la finale contro l'Azerbaigian. Ai Giochi della solidarietà islamica 2021, invece, vinse la medaglia d'oro dopo aver battuto in finale l'Azerbaigian.
Per le qualificazioni alla fase finale del campionato europeo 2024 venne inserita nel gruppo 7 con Montenegro, Serbia e Bulgaria. Vinse le due partite contro la nazionale bulgara, pareggiò la partita casalinga contro la nazionale serba e perse le altre partite, concludendo il raggruppamento al terzo posto in classifica. Nonostante ciò, rientrò tra le quattro migliori terze delle qualificazioni, ottenendo l'accesso alla fase finale del campionato per la prima volta. Inserita nella quarta urna, la nazionale femminile venne sorteggiata nel girone D del turno preliminare nella fase finale, assieme a Ungheria, Svezia e Macedonia del Nord. Perse le partite contro ungheresi e svedesi, mentre pareggiò la partita contro le macedoni, concludendo il girone al quarto posto per la peggior differenza reti rispetto alla stessa Macedonia del Nord.

## Partecipazioni ai tornei internazionali
- dal 1976 al 2024: non qualificata

- dal 1957 al 1993: non partecipante
- dal 1995 al 2023: non qualificata

- dal 1994 al 2022: non qualificata
- 2024: 20º posto

- 1997: 6º posto
- 2001: 5º posto
- 2005: 5º posto
- 2009:  2º posto
- 2013: 6º posto
- 2018: 5º posto
- 2022: 5º posto

- 2017:  2º posto
- 2021:  1º posto